# 伊能芳雄
伊能 芳雄（いよく よしお、1898年（明治31年）2月12日 - 1988年（昭和63年）10月2日）は、日本の内務官僚、政治家。長野県知事（官選第31代）、群馬県知事（公選第2代）、参議院議員（1期）。

## 経歴
1898年（明治31年）、群馬県吾妻郡中之条町に、伊能八平の三男として生まれる。旧制群馬県立前橋中学校（現・群馬県立前橋高等学校）を卒業後、東北帝国大学農科大学予科へ進学。1923年（大正12年）東北帝国大学理学部地質学科を卒業。1924年（大正13年）高等文官試験行政科に合格、1925年（大正14年）、東京帝国大学法学部政治学科を卒業。内務省入省。警視庁警部補からキャリアを積み、警視庁警衛課長を務めた。警務部警衛課長時代に五・一五事件および二・二六事件に遭遇。その後消防部長、千葉県警察部長、静岡県学務部長、青森県内政部長、北海道経済部長などを歴任。1947年（昭和22年）には官選最後の長野県知事に就任する。翌1948年（昭和23年）には群馬コーヒー事件で北野重雄知事が辞任した後の群馬県知事に当選。前知事時代のカスリーン台風、知事就任直後のアイオン台風と2度の水害復興のために県の財政が苦しい状態の中ではあったが、砂防植林事業や県営グラウンド設置、県立図書館開設などの事業を推進した。
1952年（昭和27年）の知事選では北野前知事に敗れ退任。翌1953年（昭和28年）の第3回参議院議員通常選挙に群馬県選挙区から自由党公認で立候補、当選し1期務める。この間、1957年（昭和32年）1月30日より2月25日まで（石橋内閣）と同年2月26日から7月16日まで（第1次岸内閣）労働政務次官を務めている。1956年（昭和31年）の自由民主党群馬県支部連合会結成にあたっては中心人物として関与した。
1968年（昭和43年）4月の春の叙勲で勲四等から勲三等に叙され、旭日中綬章を受章し、1975年（昭和50年）11月の秋の叙勲でさらに勲二等に叙され、旭日重光章を受章する。
1988年（昭和63年）10月2日、死去した。90歳没。同月27日、特旨を以て位三級を追陞され、死没日をもって正五位から従三位に叙された。戒名は「篤学院芳誉政教居士」、墓所は東京都八王子市の東京霊園。